# Alpen-Bruchkraut
Das Alpen-Bruchkraut (Herniaria alpina) ist eine Pflanzenart aus der Gattung der Bruchkräuter (Herniaria) innerhalb der Familie der Nelkengewächse (Caryophyllaceae).

## Beschreibung

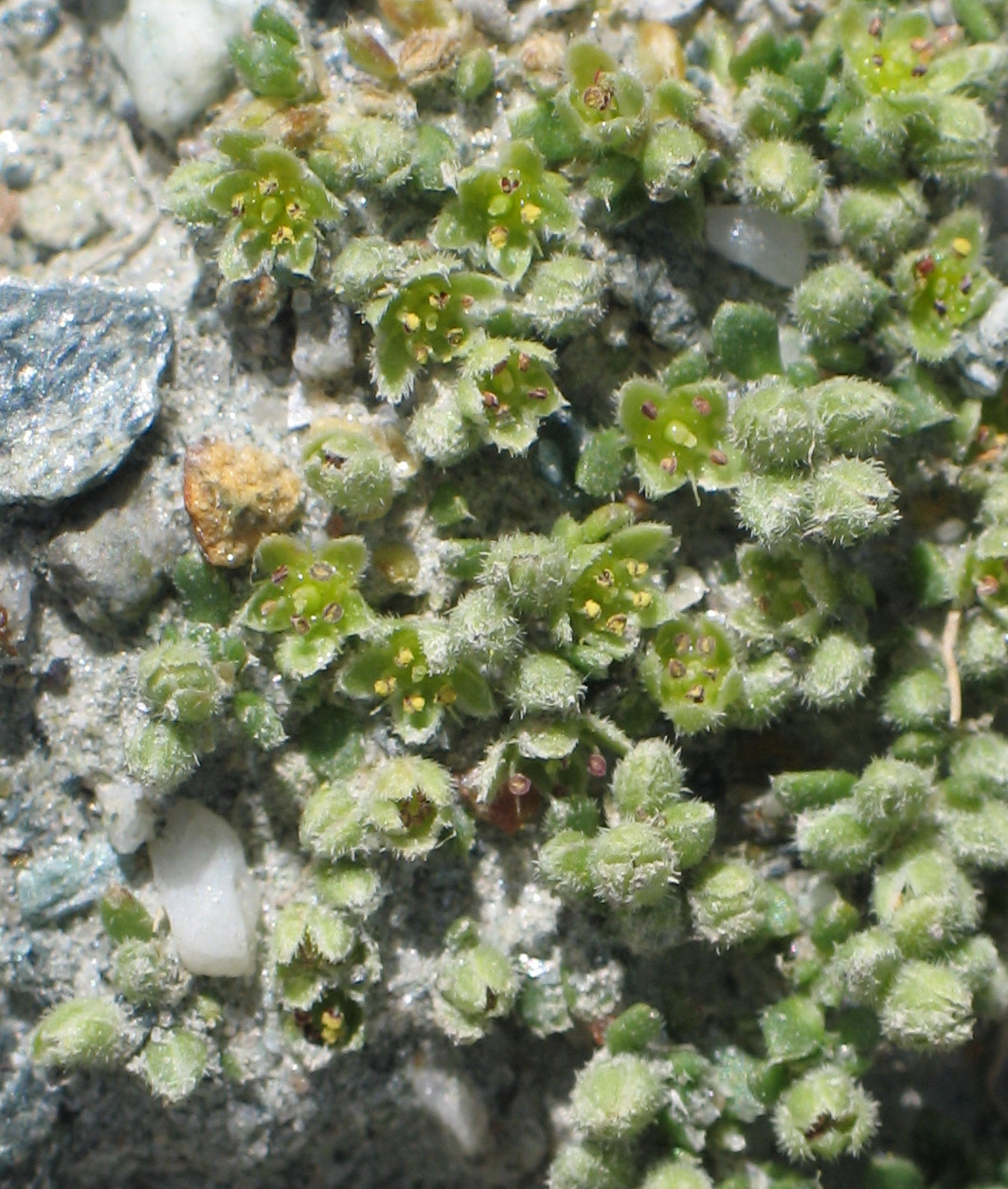
Blüten

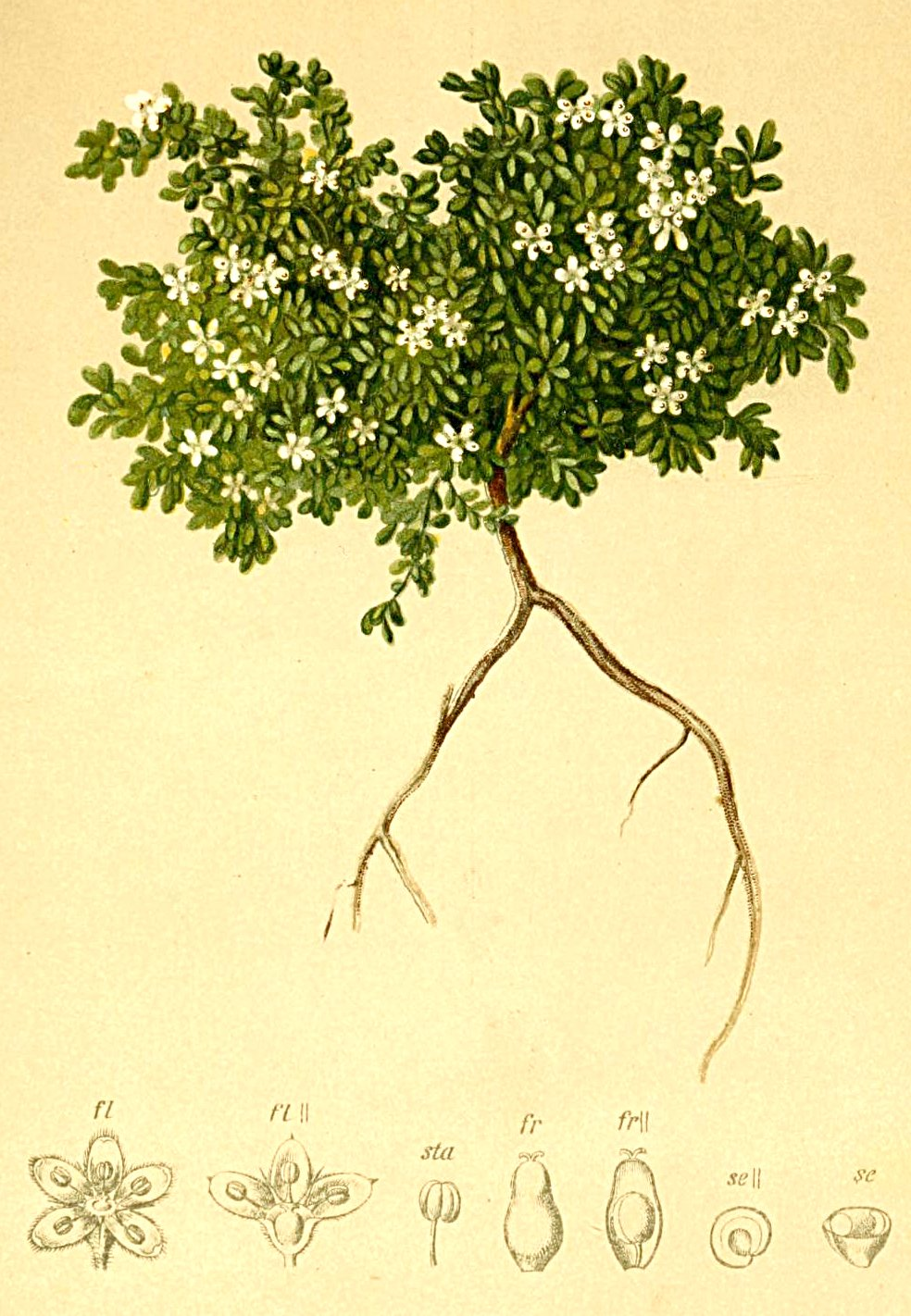
Illustration aus Atlas der Alpenflora

### Vegetative Merkmale
Das Alpen-Bruchkraut ist eine ausdauernde Pflanze. Sie wächst niederliegend oder rasenförmig bis dicht polsterbildend. Seine Grundachse ist stark verholzt. Der Stängel ist sehr stark verzweigt und 5 bis 15 Zentimeter lang.
Die Laubblätter sind bei einer Länge von meist 3 bis 4 Millimetern sehr klein und eiförmig bis verkehrteiförmig; sie sind steifborstig bewimpert, auf der Fläche kahl bis kurz steif behaart und oft mit deutlichem Nervennetz. Die Nebenblätter sind relativ groß, glänzend weißhäutig, länglich-dreieckig, am Rand wimperig gefranst und am Ende oft zweispitzig. Sie sind meist am Grund verwachsen.

### Generative Merkmale
Die Blüten stehen einzeln oder in zwei- bis vierblütigen Knäueln in den Astgabeln oder scheinbar blattgegenständig.
Die zwittrige Blüte ist radiärsymmetrisch und fünfzählig. Die 5 Blütenhüllblätter sind etwa 1 Millimeter lang, eiförmig und mit steifen abstehenden Haaren bedeckt und haben am oberen Ende keine Stachelborste. Die fünf Staminodien sind pfriemlich und kurz. Die fünf fertilen Staubblätter haben violette Staubbeutel. Der Fruchtknoten ist in den etwa 1 Millimeter langen Achsenbecher eingesenkt und trägt zwei fast sitzende und spreizende Narben.
Die Frucht ist etwa so lang wie die Blütenhülle und enthält nur einen Samen. Die Samen sind glänzend schwarz.

## Vorkommen
Das Alpen-Bruchkraut kommt in den Pyrenäen und in den Alpen vor. Sein Verbreitungsgebiet reicht in den Alpen östlich bis zur Venediger-Gruppe. Es gibt Fundortangaben für Spanien, Frankreich, die Schweiz, Österreich und Italien.
Es gedeiht auf sonnigen Moränen und in Steinschuttfeldern auf offenem Steingrus in der alpinen Höhenstufe. Es ist pflanzensoziologisch eine Art der Ordnung Androsacetalia alpinae und kommt oft zusammen vor mit dem Einblütigen Hornkraut (Cerastium uniflorum) oder dem Gletscher-Hahnenfuß (Ranunculus glacialis). Es gedeiht in Höhenlagen von 2000 bis 3320 Metern, selten auch in Tälern herabgeschwemmt bis 1300 Metern. Die maximale Höhenlage erreicht es am Oberrothorn im Kanton Wallis bei 3320 Metern.

## Taxonomie
Die Erstveröffentlichung von Herniaria alpina erfolgte 1786 durch Dominique Chaix in Villars: Histoire des Plantes de Dauphiné, Band 1, Seite 379.